# Dasyvalgus insularis
Dasyvalgus insularis är en skalbaggsart som beskrevs av Gilbert John Arrow 1910. Dasyvalgus insularis ingår i släktet Dasyvalgus och familjen Cetoniidae. Inga underarter finns listade i Catalogue of Life.